# Briquenay
 Briquenay  es una población y comuna francesa, en la región de Champaña-Ardenas, departamento de Ardenas, en el distrito de Vouziers y cantón de Buzancy.
Está integrada en la Communauté de communes de l'Argonne Ardennaise.

## Demografía
| 439 | 446 | 469 | 466 | 470 | 476 | 250 | 462 | lac. | lac. | 397 | 419 | 415 | 382 | 350 | 335 | 318 | 318 | 301 | 301 | 239 | 236 | 213 | 203 | 154 | 141 | 126 | 130 | 103 | 94 | 98 | 113 | 127 |
| Para los censos de 1962 a 1999 la población legal corresponde a la población sin duplicidades (Fuente: INSEE [Consultar]) |     |     |     |     |     |     |     |      |      |     |     |     |     |     |     |     |     |     |     |     |     |     |     |     |     |     |     |     |    |    |     |     |

## Personalidades ligadas a la comuna
- Joseph Louis Henri Crussaire, nacido en la localidad, notario y alcalde de Suippes, caballero de la Legión de honor.